# Schnee von Gestern (2013)
Schnee von gestern ist ein deutsch-israelischer Dokumentarfilm der Regisseurin Yael Reuveny aus dem Jahr 2013. Der deutsche Kinostart des Films war der 10. April 2014.

## Handlung
Die aus Israel stammende Regisseurin Yael Reuveny macht sich auf die Suche nach dem Bruder ihrer Großmutter, die diesen nach der Shoa nicht wiedergetroffen hat. Es stellt sich heraus, dass Feiv’ke Schwarz nach 1945 den Namen Peter Schwarz angenommen und eine Deutsche geheiratet hat. Mit ihr lebte er bis zu seinem Tod in der Nähe des KZ-Außenlagers Schlieben. Yael Reuveny erzählt ihre Geschichte durch drei Generationen. Zunächst die der Großmutter und ihres scheinbar verschollenen Bruders. Danach die ihrer Mutter und deren Cousin und Cousine – den Kindern von Peter Schwarz. Zuletzt erzählt sie ihre eigene Geschichte und die eines Enkels von Peter Schwarz.
Der Film verhandelt die Begriffe Familie, Heimat, Andenken und Schuld, aber auch Versöhnung und Zukunft.

## Hintergrund
Produziert wurde der Film von der deutschen Firma Made in Germany in Koproduktion mit der israelischen Black Sheep Filmproductions, dem israelischen Sender Channel 8 und dem Westdeutschen Rundfunk. Finanziert wurde das Filmprojekt durch die Film- und Medienstiftung NRW, den BKM, das Kuratorium junger deutscher Film, die Filmwerkstatt der Filmförderung Schleswig-Holstein, die Stiftung Zurückgeben und den Rabinovich Film Fund.

## Rezeption
„Yael Reuveny zeigt eindringlich, zum Beispiel in Gesprächen mit ihren Eltern, wie die Vergangenheit bis heute nachwirkt.“

„Yael Reuveny zeigt mit ihrer beeindruckenden Dokumentation, wie tief sich die Erfahrung der Schoah in das Bewusstsein der deutsch-jüdischen Geschichte eingegraben hat.“

„In der zutiefst berührenden Doku „Schnee von gestern“ spürt eine junge Israelin ihrer schmerzhaften Familiengeschichte nach. [...] wie das fehlgeschlagene Treffen zwei Familien über drei Generationen hinweg prägt, das zeigt die israelische Regisseurin mit „Schnee von gestern“ aufs Eindringlichste. Zu Recht wurde das Debüt sowohl auf dem Haifa Film Festival als auch beim Dok Leipzig Festival als bester Dokumentarfilm ausgezeichnet.“

„Ein bedächtiger Dokumentarfilm, der sich die nötige Zeit nimmt, um die Nichtgeschichte auseinanderzunehmen und ihre Auswirkungen aufzuspüren.“

„Ihr Film ist ein Meisterwerk.“

## Auszeichnungen
- 2013: DOK Leipzig – Förderpreis der DEFA-Stiftung für einen herausragenden deutschen Dokumentarfilm
- 2013: Haifa International Film Festival – Bester Dokumentarfilm
- 2013: Film Festival Cottbus – DIALOG-Preis für die Verständigung zwischen den Kulturen (gestiftet vom Auswärtigen Amt)
- 2013: Deutsche Film- und Medienbewertung (FBW) – Filmprädikat besonders wertvoll
- 2014: Internationales Frauenfilmfestival – Publikumspreis
- 2014: Filmfest Schleswig-Holstein – Bester Langfilm
- 2014: Jüdisches Filmfestival Berlin & Potsdam – Gershon-Klein-Filmpreis für den besten deutschen Dokumentarfilm mit jüdischer Thematik